# 翁堡-比当日
翁堡-比当日（法語：Hombourg-Budange，法語發音：[ɔ̃buʁ bydɑ̃ʒ]）是法国摩泽尔省的一个市镇，位于该省西北部，属于蒂永维尔区。

## 地理
翁堡-比当日（49°17'46"N, 6°20'44"E）面积15.44 平方千米，位于法国大東部大區摩泽尔省，该省份为法国东北部内陆省份，是洛林的一部分，西南接默尔特-摩泽尔省，东临下莱茵省，北与卢森堡和德国接壤。
与翁堡-比当日接壤的市镇（或旧市镇、城区）包括：卡内尔河畔凯当日、阿邦库尔、达尔斯坦、埃贝尔斯维莱、肯普利什、克朗、吕唐日、梅策雷什。
翁堡-比当日的时区为UTC+01:00、UTC+02:00（夏令时）。

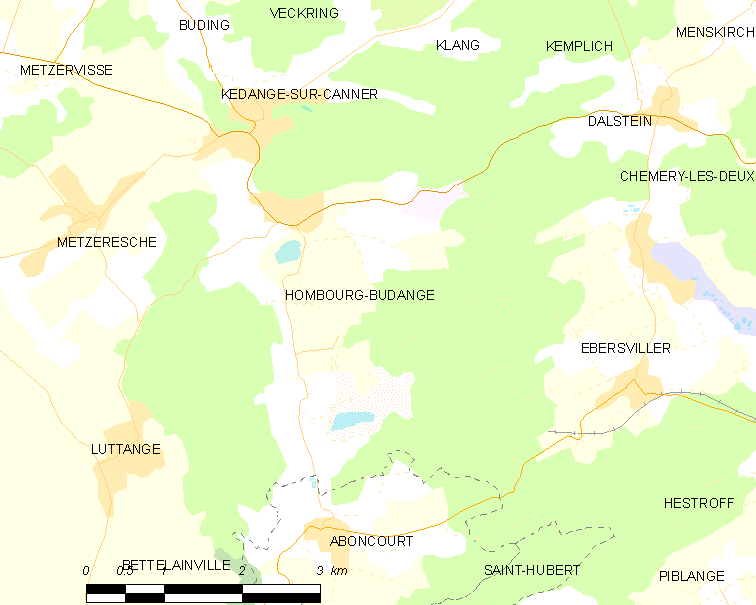
翁堡-比当日的OSM定位图

## 行政
翁堡-比当日的邮政编码为57920，INSEE市镇编码为57331。

## 政治
翁堡-比当日所属的省级选区为梅采维斯县。

## 人口

1962-2008年间翁堡-比当日人口变化图示

翁堡-比当日于2022年1月1日时的人口数量为544人。